# 백제문화로 (영광군)
백제문화로(Baekjemunhwa-ro)는 전라남도 영광군 법성면 법성리에서 진내리까지 연결하는 영광군도로, 총 연장은 2.029 km이다. 도로의 명칭이 유래된 것은 숲쟁이입구-백제불교최초도래지 입구 사이를 연결하는 도로이므로 백제문화로라 칭하였다.

## 역사
- 2009년 10월 1일 : 도로명으로 백제문화로를 고시

## 주요 경유지
- 영광군
  - 법성면 (법성리 - 진내리)

## 접촉하는 도로
- 연우로 (지방도 제842호선)
- 칠곡로

## 주요 건물 및 시설
- 영산영광굴비 (백제문화로 26/진내리 44-1)
- 백제불교 최초 도래지 (백제문화로 203/진내리 834)